# W&L Badmintonvereniging
W&L Badmintonvereniging is een badmintonclub uit Herent in België. 
De club ontstond in 1994 uit een fusie tussen Winkselse Badminton Club (gesticht in 1982) en Leuven Badminton (gesticht in 1993). De club uit Leuven bestond vooral uit competitiespelers terwijl vanuit Winksele veel jeugd- en recreantenspelers instroomden. Na de fusie groeide de club de volgende jaren uit naar de 2de badmintonclub in België wat ledenaantal betreft.
De club organiseerde in 1997 voor het eerst de Vlaams-Brabantse Kampioenschappen voor elitespelers. In 2004 en 2024 volgden dan de organisatie van de Belgische Kampioenschappen Badminton voor elitespelers, het eerste in Sporthal Ivo Van Damme in Veltem, het tweede in Sportcentrum Bart Swings. 
In het seizoen 2022-2023 werd W&L voor het eerst Belgisch kampioen in de teamcompetitie.
Elk jaar levert de club ook verschillende Belgische elitekampioenen:
- Steffi Annys
- Elias Bracke
- Katrien Claes
- Wouter Claes
- Nathalie Descamps
- Janne Elst
- Freek Golinski
- Lise Jaques
- Lien Lammertyn
- Sofie Robrecht
- Jelske Snoeck
- Patryck Szymoniak
- Flore Vandenhoucke
- Tammi Vanvonterghem